# Ouled Boughalem
Ouled Boughalem è un comune dell'Algeria, situato nella provincia di Mostaganem.